# Mosaïque de Daniel dans la fosse aux lions
La mosaïque de Daniel dans la fosse aux lions est une mosaïque romaine d'époque paléochrétienne datant du Ve siècle, conservée au musée national du Bardo à Tunis, en Tunisie. Elle illustre un épisode biblique dans lequel le prophète Daniel est jeté dans une fosse aux lions.

## Découverte
La mosaïque est découverte en 1898 à Borj el Youdi, anciennement appelé Furnos Minus, dans une chapelle funéraire d'époque byzantine. Elle constitue un exemple rare d'art chrétien monumental en Afrique romaine tardive.

## Description
Le prophète Daniel y est représenté debout, vêtu d'une tunique courte, les bras levés en prière, entouré de quatre lions. Cette iconographie fait référence au chapitre 6 du Livre de Daniel, où le prophète est injustement condamné à être jeté dans la fosse aux lions, mais en ressort indemne grâce à sa foi en Dieu.
L'attitude du personnage rappelle l'iconographie païenne de l'orant, largement reprise dans l'art funéraire chrétien des premiers siècles. La scène est aussi interprétée comme une métaphore du martyre chrétien, notamment en lien avec la damnatio ad bestias pratiquée dans l'arène.

## Interprétation et style
Cette mosaïque est l'une des rares représentations musivales de Daniel retrouvées en Afrique du Nord, où ce thème apparaît plus souvent sur des objets mobiliers (lampes et ivoires). L'œuvre témoigne d'un style provincial influencé à la fois par les canons romains et les codes iconographiques chrétiens.

## Localisation
La mosaïque est exposée dans la section paléochrétienne du musée national du Bardo à Tunis.